# Heide (Holstein)
Heide é uma cidade da Alemanha localizada no distrito de Dithmarschen, estado de Schleswig-Holstein.
A cidade de Heide é a sede do Amt Kirchspielslandgemeinde Heider Umland, porém, não é membro.